# Людвіг Кюблер
Людвіг Кюблер (нім. Ludwig Kübler; нар. 2 вересня 1889, Гопферау — пом. 18 серпня 1947, Любляна) — німецький воєначальник часів Третього Рейху, генерал гірсько-піхотних військ (1942). Кавалер Лицарського хреста Залізного хреста (1939). Учасник Першої та Другої світових війн. Військовий злочинець, страчений за вироком югославського суду за злочини, скоєні ним на посаді керівника Оперативної зони Адріатичного узбережжя.

## Біографія
Військова кар'єра
- 20 липня 1908 — фанен-юнкер
- 16 жовтня 1908 — фанен-юнкер-унтерофіцер
- 20 лютого 1909 — фенріх
- 23 жовтня 1910 — лейтенант
- 9 липня 1915 — оберлейтенант
- 18 серпня 1918 — гауптман
- 1 серпня 1928 — майор
- 1 квітня 1932 — оберстлейтенант
- 1 липня 1934 — оберст
- 1 січня 1938 — генерал-майор
- 1 грудня 1939 — генерал-лейтенант
- 1 серпня 1940 — генерал від інфантерії
- 24 листопада 1941 — генерал гірсько-піхотних військ

### Ранні роки
Людвіг Кюблер народився 2 вересня 1889 року у маленькому селищі Гопферау поблизу столиці Баварського королівства Мюнхена у великій родині лікаря Вільгельма Кюблера, де в нього було шість братів та дві сестри. У 1895 році поступив до початкової школи у Форштенриді, а через три роки продовжив навчання у гімназіях у Розенгаймі та в Мюнхені. У 1908 році поступив до престижного «Максиміліаніума» — елітного навчального закладу баварського королівства.
20 липня 1908 року прийнятий на військову службу фанен-юнкером до 15-го Баварського піхотного полку «Король Фрідріх Август Саксонський», що дислокувався у Нойбург-ан-дер-Донау. Вже 26 жовтня підвищений у званні до фанен-юнкер-унтер-офіцер. З 1 жовтня 1909 до 14 жовтня 1910 року продовжив навчання військовій справі у Мюнхенському військовому училищі, яке за успішністю завершив п'ятим серед 166 кадетів військового навчального закладу. 23 жовтня 1910 року йому присвоєне перше офіцерське звання лейтенант.
15 січня 1913 року Л. Кюблера перевели для подальшого проходження служби до кулеметної роти 3-го Королівського баварського піхотного полку «Принц Карл Баварський», пізніше до навчання верховій їзді у 4-му Королівському баварському шеволежерському полку «Кеніг» (нім. Königlich Bayerisches 4. Chevaulegers-Regiment „König“). 1 квітня 1913 року підвищений та став командиром кулеметного взводу 15-го Королівського баварського піхотного полку.

### Перша світова війна
На початок Першої світової війни, Л. Кюблер командував кулеметним взводом рідного 15-го піхотного полку, що входив до 4-ї баварської піхотної бригади 2-ї баварської піхотної дивізії 1-го Баварського корпусу 6-ї армії генерал-полковника кронпринца Рупрехта Баварського. У бойові дії молодий офіцер вступив на Західному фронті з серпня 1914 року, брав участь у прикордонних боях 1914 року, у боях за Лоррейн, біля Сен-Квентіна. 24 вересня 1914 року під час бою був важко поранений, отримав шрам на обличчі. Після нетривалого лікування, 13 січня 1915 року достроково повернувся до строю. Згодом бився у боях при Артуа, під Верденом та в битві на Соммі. За військові заслуги неодноразово нагороджувався бойовими орденами та медалями, зокрема баварськими орденами Альберта та «За заслуги». Війну завершив у ранзі гауптмана.

### Між війнами
Після завершення війни продовжив службу в лавах рейхсверу, служив на командних та штабних посадах, у тому числі у Військовому Управлінні Веймарської республіки (нім. Truppenamt). 1 листопада 1933 року призначений начальником штабу 7-ї дивізії в Мюнхені. Згодом перейшов у новий вермахт, 1 липня 1934 року присвоєне звання оберст.
1 жовтня 1934 року підвищений у посаді, став начальником штабу VII-го військового округу зі штаб-квартирою в Мюнхені. 1 січня 1938 року отримав військове звання генерал-майор. 1 квітня 1938 року Л. Кюблер призначений командиром щойно створеної 1-ї гірської дивізії, яку формував VII-й округ у Гарміш-Партенкірхен, за рахунок баварців і австрійців, що мали гарну гірську підготовку та досвід дій у гірських умовах.

### Друга світова війна
1 вересня 1939 року розпочалась Друга світова війна, і гірська дивізія Л. Кюблера взяла найактивнішу участь у боях та битвах цієї війни. На початок вторгнення німецького вермахту до Польщі, 1-ша гірська дивізія перебувала у складі 14-ї армії генерал-полковника фон Ліста групи армій «Південь». З перших днів, здійснивши захват південних її районів, дивізія Кюблера наступала спільно із словацькими частинами через Карпати, опанувала Дукельський перевал, билась за Львів.
27 жовтня 1939 року за свої досягнення Кюблер був нагороджений вищою відзнакою Третього Рейху — Лицарським хрестом Залізного хреста. 1 грудня 1939 він став генерал-лейтенантом.
У травні 1940 року 1-ша гірська дивізія Л. Кюблера узяла участь у Французькій кампанії, але цього разу її дії не були настільки активними та обмежились протистоянням з французькими та бельгійськими військами вздовж франко-бельгійського кордону. 15 травня 1940 року його підрозділи, що діяли у складі 12-ї армії, форсували Маас та незабаром вийшли до району Аррасу, де зосередились у визначеному районі. Вже після поразки Франції у війні, дивізія Л. Кюблера була включена до складу сил, що планувалися до масштабного вторгнення на територію Англії — в ході операції «Зеельове».
25 жовтня 1940 року генерал-лейтенант Л. Кюблер був призначений першим командиром 49-го гірського корпусу, який, по суті, розпочав формування ще у червні 1940 року на території Богемії та Моравії, до складу якого входила і рідна дивізія генерала — 1-ша гірська. Незабаром операція з вторгнення до Британських островів була скасована, але корпус готувався до запланованого вторгнення на британський Гібралтар. Але і ця операція з висадки морського та повітряного десантів на маленький півострів була анульована.
У квітні 1941 року кюблерівський гірський корпус був передислокований до Клагенфурт-ам-Вертерзе, де переданій 2-й армії генерал-полковника М. фон Вейхса, що залучалась до агресії в Югославію. 6 квітня 1941 року 49-й гірський корпус, що нараховував 1-шу гірську, 79-ту та 538-му піхотні дивізії, провів низку операцій у ході воєнних дій на Балканах.
За успішне командування військами в ході Балканської кампанії Л. Кюблер був удостоєний звання генерал від інфантерії.
22 червня 1941 року 49-й гірський корпус 17-ї армії генерала від інфантерії К. фон Штюльпнагеля групи армій «Південь» з початком операції «Мюнхен» наступав у складі ударного угрупування через Львів, Тернопіль, проривав оборону радянських військ на укріплених рубежах у Західній Україні. Наступаючи через Проскурів і Вінницю підрозділи корпусу брали участь в оточенні та знищенні в районі Умані угрупування Червоної Армії, вийшли до Дніпра, форсували його і захопили великі плацдарми на лівому березі, Полтаву і Дніпропетровськ. У ході подальшого наступу частини армії просунулися на схід до річки Сіверський Донець, де перейшли до оборони в районі Донбасу. Далі бився під Ростовом.
19 грудня 1941 року Л. Кюблер отримав призначення на посаду командувача 4-ї польової армії, що відбивалась від контрнаступу радянських військ під Москвою і вела затяті ар'єргардні бої на калузькому напрямку. Однак, через невиконання наказу А.Гітлера щодо заборони відступу вермахту з-під Москви, вже 20 січня командувач армією був знятий з посади та зарахований до резерву фюрера.
Тривалий час генерал Л. Кюблер перебував у резерві, не у справах, і тільки 22 липня 1943 року отримав призначення на посаду начальника тилової охоронної смуги групи армій «Центр», ставши відповідальним за дотримання безпеки і порядку на колосальних територіях окупованих німецькими військами. До обов'язків нового воєначальника входило забезпечення безпеки транспортних і комунікаційних мереж, ліній зв'язку, контроль економічної та іншої діяльності, боротьба з партизанським рухом на територіях західних областей Росії та в Білорусі, все це здійснювалось шляхом масових каральних заходів, організацією Голокосту та іншими злочинами проти цивільного населення. У підпорядкуванні генерала були айнзатцгрупи, які відповідали за фізичне знищення мирного населення, в першу чергу єврейського.
1 жовтня 1943 року його призначили командувачем Оперативної зони Адріатичного узбережжя, штаб-квартира якої знаходилась у Трієсті. 28 серпня 1944 року з військових частин та підрозділів Оперативної зони був сформований 97-й армійський корпус, який відповідав за берегову оборону адріатичного узбережжя в цьому регіоні та боротьбу з югославськими партизанами в зоні відповідальності.
Незадовго до завершення війни в Європі, 97-й армійський корпус бився з військами югославської 4-ї армії в Трієстській операції. 7 травня 1945 під Ілірською Бистрицєю дивізія була розбита радянськими і югославськими військами. Генерал гірсько-піхотних військ Л. Кюблер дістав поранення та, разом із командиром 188-ї гірсько-піхотної дивізії генерал-лейтенантом Г.фон Госсліном були захоплені в полон.

### Страта
18 серпня 1947 генерали Людвіг Кюблер та Ганс фон Гесслін у Любляні були засуджені югославським трибуналом до страти через повішення за злочини проти мирних жителів та того ж дня повішені.
Рідний брат Йозеф Кюблер, що також командував 1-ю гірською дивізією, був страчений разом з головнокомандувачем Вермахту «Південний Схід» генерал-полковником Люфтваффе А. Лером 26 лютого 1947 року у Белграді.

## Нагороди
- Медаль принца регента Луїтпольда (3 березня 1911)
- Залізний хрест
  - 2-го класу (16 вересня 1914)
  - 1-го класу (17 листопада 1914)
- Орден «За заслуги» (Баварія) 4-го класу
  - з мечами (5 листопада 1914)
  - з короною і мечами (23 липня 1917)
- Орден Альберта (Саксонія), лицарський хрест 2-го класу з мечами (12 травня 1916)
- Нагрудний знак «За поранення» в чорному (7 червня 1918)
- Почесний хрест ветерана війни з мечами (15 грудня 1934)
- Медаль «За вислугу років у Вермахті» 4-го, 3-го, 2-го і 1-го класу (25 років) (2 жовтня 1936) — отримав 4 медалі одночасно.
- Німецький Олімпійський знак 1-го класу (30 листопада 1936)
- Медаль «У пам'ять 13 березня 1938 року» (21 листопада 1938)
- Застібка до Залізного хреста
  - 2-го класу (15 вересня 1939)
  - 1-го класу (20 вересня 1939)
- Лицарський хрест Залізного хреста (27 жовтня 1939)
- Медаль «За зимову кампанію на Сході 1941/42» (23 серпня 1942)
- Орден Хреста Перемоги 3-го класу (Словаччина)